# Sainte-Gemmes-sur-Loire
Sainte-Gemmes-sur-Loire és un municipi francès situat al departament de Maine i Loira i a la regió de País del Loira. L'any 2007 tenia 3.922 habitants.

## Demografia

### Població
El 2007 la població de fet de Sainte-Gemmes-sur-Loire era de 3.922 persones. Hi havia 1.438 famílies de les quals 430 eren unipersonals (179 homes vivint sols i 251 dones vivint soles), 470 parelles sense fills, 414 parelles amb fills i 124 famílies monoparentals amb fills.
La població ha evolucionat segons el següent gràfic:
Habitants censats

### Habitatges
El 2007 hi havia 1.555 habitatges, 1.466 eren l'habitatge principal de la família, 17 eren segones residències i 72 estaven desocupats. 1.173 eren cases i 313 eren apartaments. Dels 1.466 habitatges principals, 960 estaven ocupats pels seus propietaris, 472 estaven llogats i ocupats pels llogaters i 34 estaven cedits a títol gratuït; 105 tenien una cambra, 100 en tenien dues, 169 en tenien tres, 310 en tenien quatre i 783 en tenien cinc o més. 1.179 habitatges disposaven pel capbaix d'una plaça de pàrquing. A 666 habitatges hi havia un automòbil i a 638 n'hi havia dos o més.

### Piràmide de població
La piràmide de població per edats i sexe el 2009 era:
| Homes | Edats   | Dones |
| ----- | ------- | ----- |
| 0     | 95 o +  | 12    |
| 0     | 90 a 94 | 12    |
| 16    | 85 a 89 | 44    |
| 16    | 80 a 84 | 24    |
| 76    | 75 a 79 | 60    |
| 44    | 70 a 74 | 80    |
| 80    | 65 a 69 | 84    |
| 108   | 60 a 64 | 108   |
| 100   | 55 a 59 | 76    |
| 148   | 50 a 54 | 140   |
| 128   | 45 a 49 | 120   |
| 156   | 40 a 44 | 136   |
| 172   | 35 a 39 | 192   |
| 104   | 30 a 34 | 92    |
| 125   | 25 a 29 | 104   |
| 92    | 20 a 24 | 84    |
| 156   | 15 a 19 | 104   |
| 180   | 10 a 14 | 104   |
| 136   | 5 a 9   | 124   |
| 84    | 0 a 4   | 56    |

## Economia
El 2007 la població en edat de treballar era de 2.624 persones, 1.648 eren actives i 976 eren inactives. De les 1.648 persones actives 1.533 estaven ocupades (822 homes i 711 dones) i 115 estaven aturades (54 homes i 61 dones). De les 976 persones inactives 275 estaven jubilades, 375 estaven estudiant i 326 estaven classificades com a «altres inactius».

### Ingressos
El 2009 a Sainte-Gemmes-sur-Loire hi havia 1.465 unitats fiscals que integraven 3.556 persones, la mediana anual d'ingressos fiscals per persona era de 20.421 €.

### Activitats econòmiques
Dels 180 establiments que hi havia el 2007, 5 eren d'empreses extractives, 2 d'empreses alimentàries, 4 d'empreses de fabricació de material elèctric, 1 d'una empresa de fabricació d'elements pel transport, 11 d'empreses de fabricació d'altres productes industrials, 23 d'empreses de construcció, 40 d'empreses de comerç i reparació d'automòbils, 5 d'empreses de transport, 6 d'empreses d'hostatgeria i restauració, 3 d'empreses d'informació i comunicació, 11 d'empreses financeres, 10 d'empreses immobiliàries, 33 d'empreses de serveis, 15 d'entitats de l'administració pública i 11 d'empreses classificades com a «altres activitats de serveis».
Dels 43 establiments de servei als particulars que hi havia el 2009, 1 era una oficina de correu, 2 oficines bancàries, 5 tallers de reparació d'automòbils i de material agrícola, 1 taller d'inspecció tècnica de vehicles, 1 establiment de lloguer de cotxes, 6 paletes, 4 guixaires pintors, 2 fusteries, 6 lampisteries, 2 electricistes, 4 perruqueries, 5 restaurants, 1 agència immobiliària i 3 salons de bellesa.
Dels 6 establiments comercials que hi havia el 2009, 1 era una botiga de menys de 120 m², 1 una fleca, 1 una botiga de roba, 1 una botiga d'equipament de la llar i 2 floristeries.
L'any 2000 a Sainte-Gemmes-sur-Loire hi havia 30 explotacions agrícoles que ocupaven un total de 351 hectàrees.

## Equipaments sanitaris i escolars
El 2009 hi havia 2 psiquiàtrics i 1 farmàcia.
El 2009 hi havia 2 escoles elementals.

## Poblacions més properes
El següent diagrama mostra les poblacions més properes.